# Mhaswad
Mhaswad es una ciudad y  municipio situada en el distrito de Satara en el estado de Maharashtra (India). Su población es de 24120 habitantes (2011). Se encuentra a 91 km de Satara y a 285 km de Bombay.

## Demografía
Según el censo de 2011 la población de Mhaswad era de 24120 habitantes, de los cuales 12185 eran hombres y 11935 eran mujeres. Mhaswad tiene una tasa media de alfabetización del 74,11%, inferior a la media estatal del 82,34%: la alfabetización masculina es del 80,94%, y la alfabetización femenina del 67,23%.